# Campeonato Cearense de Futebol da Terceira Divisão de 2012
O Campeonato Cearense de Futebol - Terceira Divisão de 2012 foi a 9ª edição do torneio, e contou com 12 equipes.

## Primeira fase

### Grupo A01
|  |                                         |
|  | Zona de classificação para a fase final |